# Strâmtura, Maramureș
Strâmtura este satul de reședință al comunei cu același nume din județul Maramureș, Transilvania, România.

## Etimologie
Etimologia numelui localității: dintr-un n. top. Strâmtura (< subst. strâmtură „strâmtoare, loc îngust, defileu, chei; trecătoare, pas" < lat. *strinc¬tura). 

## Așezare
Strâmtura este o localitate aflată pe cursul râului Iza, intre Bârsana si Rozavlea, la o distanță de 28 km de Sighetu Marmației pe DJ 186.

## Istorie
Este o așezare foarte veche, care datează încă din perioada daco-romană. Dovadă stau obiectele de bronz descoperite in 1885 care, după părerea specialiștilor datează din secolul IX î.Hr.
Localitatea este menționată întâia oară într-o diplomă a regelui Robert Carol de Anjou din anul 1326, sub numele de „Terra Zurduky” (adică „Pământul de la strâmtură”) . Ca și celelalte sate vecine, Strâmtura făcea parte din cnezatul aflat sub conducerea voievozilor de la Cuhea, (actual Bogdan Vodă) care s-a desființat mai apoi în urma ridicării cnejilor la titlul de comiți.

## Monument istoric
- Biserica de lemn „Sfinții Arhangheli Mihail și Gavril” (1661).

## Așezământ monahal
- Schit ortodox cu hramul „Cuvioasa Paraschiva” (2003).

## Personalități locale
- Aurel Brumaru (n. 1943), critic literar, eseist, traducător. Vol. Masca principelui (1977), Ființă și loc (1990).

## Imagini

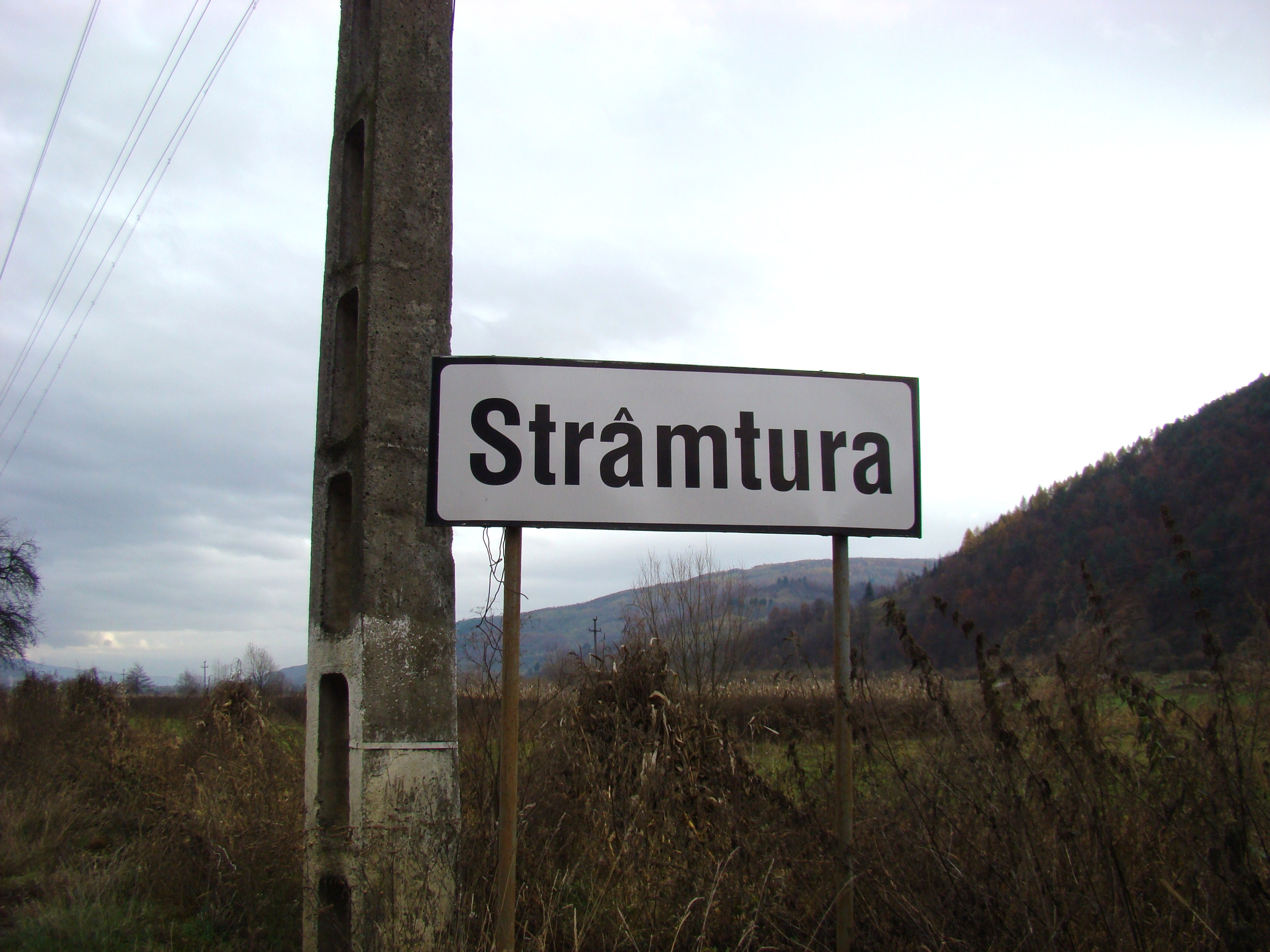
Intrarea în localitate
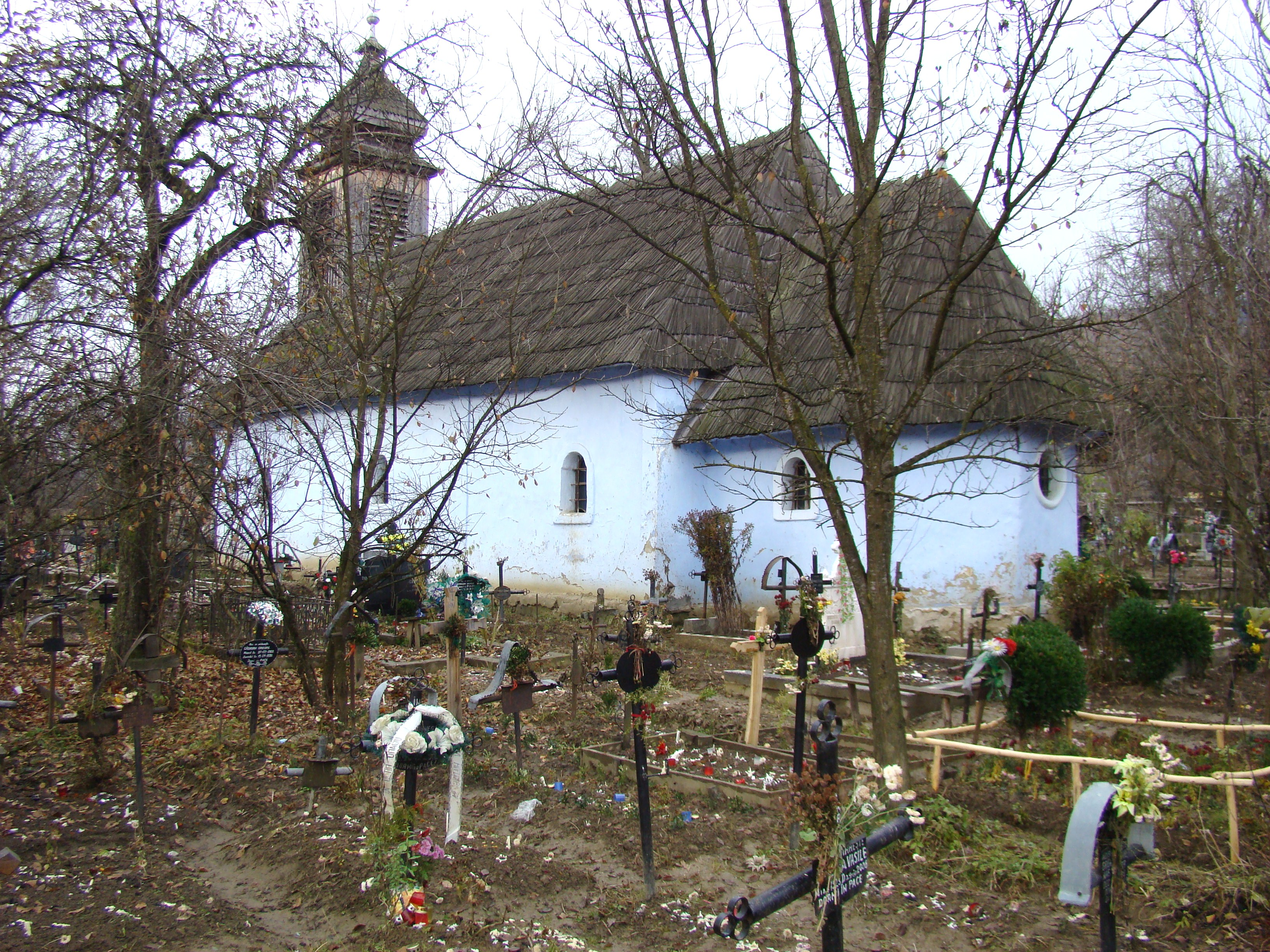
Biserica de lemn (monument istoric)
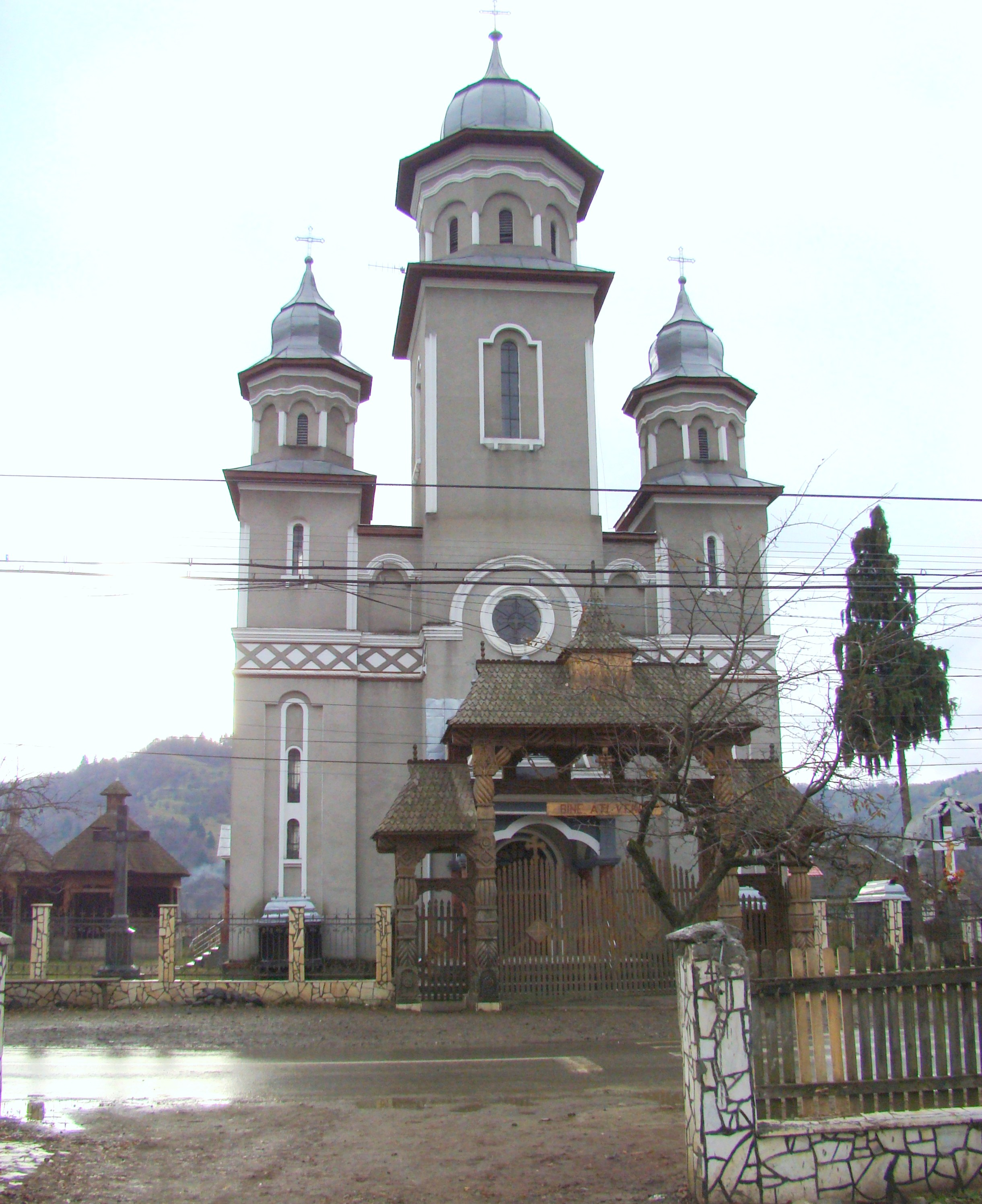
Biserica ortodoxă de zid cu hramul „Sfinții Arhangheli Mihail și Gavriil” (1973)
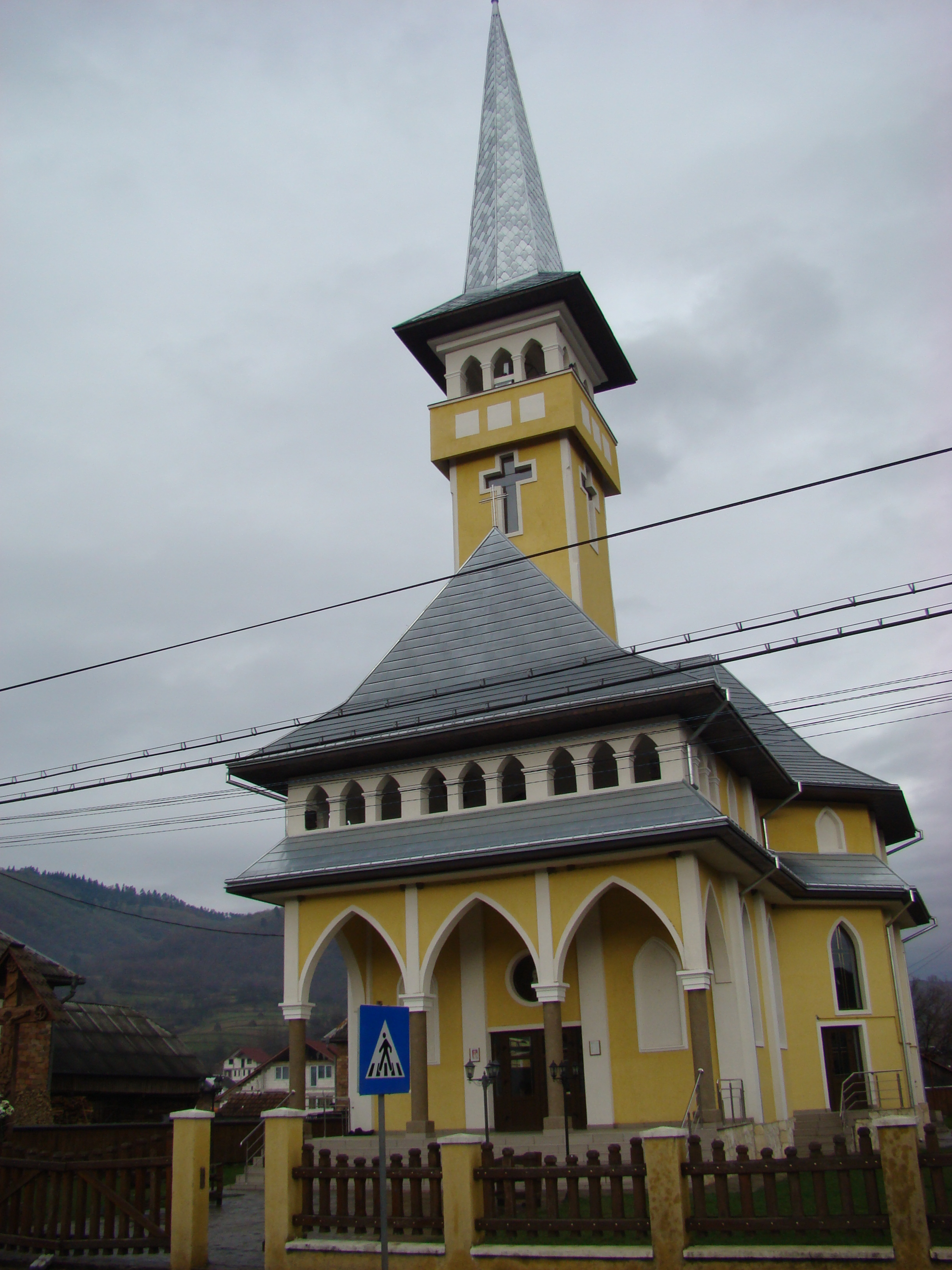
Biserica greco-catolică „Adormirea Maicii Domnului”, sfinţită în anul: 2005